# St. Patrick’s Island (Irland)
 St. Patrick’s Island (auch Holm Patrick, irisch Inis Pádraig) ist eine der vier unbewohnten Inseln, die dem Badeort Skerries acht Kilometer südöstlich von Balbriggan im County Fingal in Irland vorgelagert sind und von denen der Ort Skerries (kleine Inseln) seinen aus dem Altnordischen stammenden Namen hat. Die fünfte Insel, Red Island, wurde per Damm mit dem Festland verbunden.
Die Insel ist 1,5 km vom Land entfernt und weniger als einen halben Quadratkilometer groß. Die Insel ist heute Schutzgebiet für Seevögel.

## Geschichte
St. Patrick fand auf seiner Reise nach Norden hier angeblich wohlwollende, aber bitterarme Menschen, die ihn mit Nahrungsmitteln versorgten. Er gründete ein Kloster auf der Insel. Nach O’Hanlon war die Insel im Frühmittelalter ein Bischofssitz. Unter anderem residierte hier St. Mochonna, auch als Doconna, Dachonna oder Connan bekannt, und wurde vielleicht hier bestattet. Sein Schrein war reich verziert. Die Dänen plünderten die Insel im 8. Jahrhundert (793, 794, 797 oder 798), verbrannten das Kloster und stahlen den Schrein.
Dennoch verfügte das Kloster im 12. Jahrhundert über so viel Ansehen, dass es eine Synode einberufen konnte, an der mehr als 500 Geistliche teilnahmen.

## Bauten
Übrig geblieben ist die Ruine einer einfachen Kirche aus Tuff, der im weiten Umkreis nicht vorkommt. Wakeman hält sie für prä-Normannisch.